# Chi Chuối pháo
Chi Chuối pháo (danh pháp khoa học: Heliconia) là một chi thực vật có hoa gồm khoảng 100 đến 200 loài bản địa của vùng nhiệt đới châu Mỹ và các đảo trên Thái Bình Dương về phía tây đến Indonesia. Nhiều loài trong chi Heliconia được tìm thấy trong các khu rừng nhiệt đới ẩm của các khu vực này.

## Các loài ví dụ

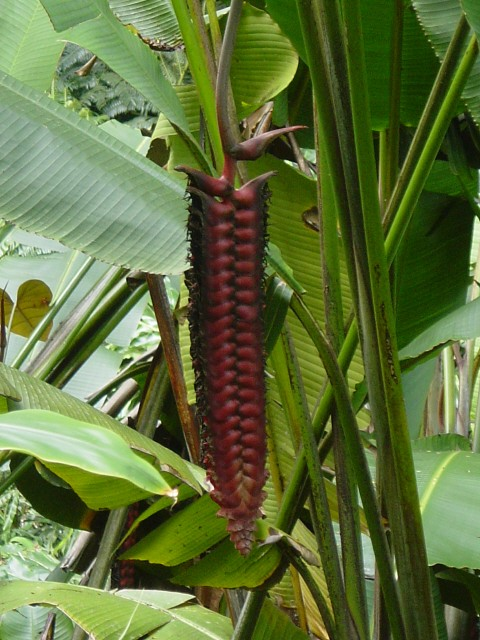
Heliconia mariae inflorescence

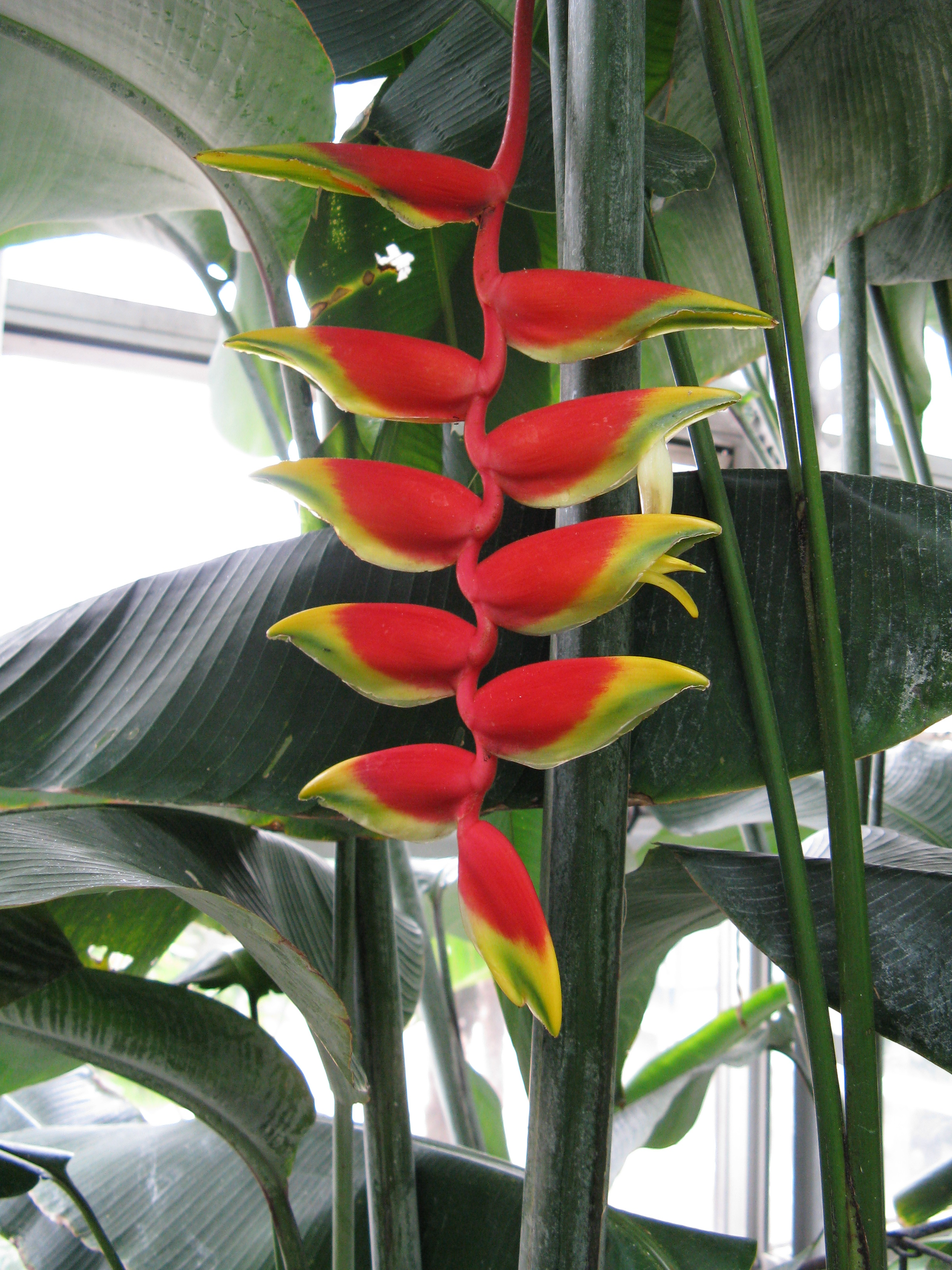
Heliconia pendula inflorescence

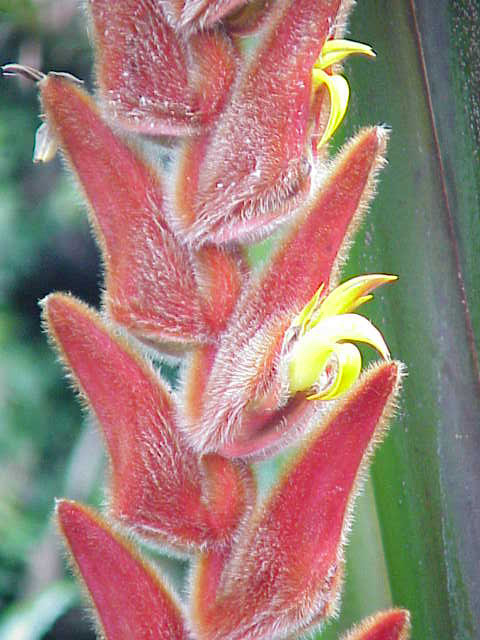
Closeup của Heliconia vellerigera inflorescence

| - Heliconia acuminata - Heliconia aemygdiana Burle-Marx - Heliconia angusta - Heliconia angustifolia - Heliconia aurantiaca - Heliconia aurea - Heliconia berryi - Heliconia bicolor - Heliconia bihai (L.) L. – Balisier, Bijao, Red Palulu - Heliconia bourgaeana - Heliconia brasiliensis - Heliconia brenneri - Heliconia burle-marxii - Heliconia caltheaphylla - Heliconia caribaea - Heliconia champneiana - Heliconia chartacea - Heliconia collinsiana - Heliconia curtispatha - Heliconia densiflora Veri. - Heliconia episcopalis - Heliconia excelsa - Heliconia farinosa - Heliconia flabellata - Heliconia fredberryana - Heliconia gaiboriana - Heliconia hirsuta L. f. - Heliconia humilis - Heliconia indica - Heliconia irrasaR. Sm. - Heliconia julianii - Heliconia juruana - Heliconia latispatha - Heliconia lennartiana - Heliconia lingulata - Heliconia litana - Heliconia lutheri - Heliconia magnifica - Heliconia marginata (Griggs) Pittier - Heliconia mariae - Heliconia markiana - Heliconia marthiasiae | - Heliconia metallica - Heliconia monteverdensis - Heliconia mutisiana - Heliconia nutans - Heliconia obscura - Heliconia ortotricha - Heliconia pearcei - Heliconia paka - Heliconia paludigena - Heliconia pardoi - Heliconia peckenpaughii - Heliconia pendula - Heliconia peteriana - Heliconia platystachys - Heliconia pogonantha Cufod. - Heliconia pseudoaemygdiana - Heliconia psittacorum L. f. – Parrot Heliconia - Heliconia ramonensis - Heliconia × rauliniana - Heliconia revoluta - Heliconia richardiana - Heliconia riopalenquensis - Heliconia rostrata - Heliconia schiedeana - Heliconia sclerotricha - Heliconia shumanniana - Heliconia spathocircinata Aristeg. - Heliconia spissa - Heliconia standleyi - Heliconia stricta - Heliconia subulata - Heliconia tortuosa - Heliconia vaginalis - Heliconia vellerigera - Heliconia velloziana - Heliconia velutina - Heliconia virginalis - Heliconia wagneriana - Heliconia willisiana - Heliconia xanthovillosa - Heliconia zebrina |

## Ảnh

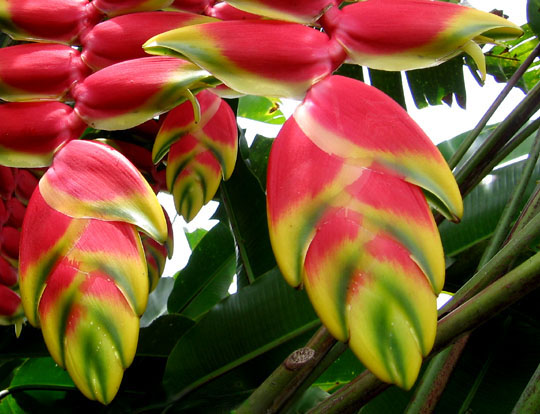
Heliconia rostrata, trong vườn thực vật, Costa Rica
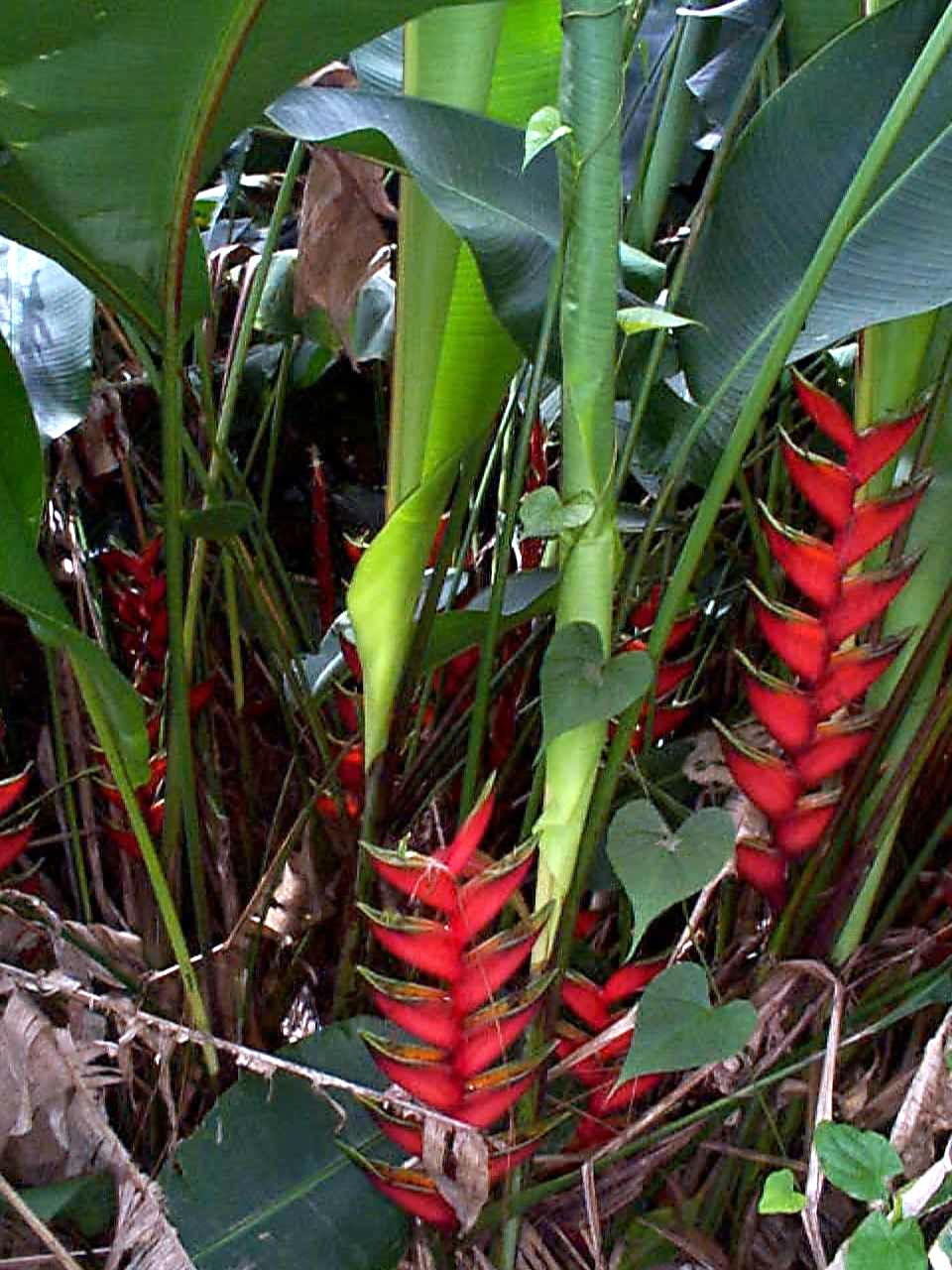
Heliconia sp. trong rừng nhiệt đới ở Sierra del Escambray, Cuba
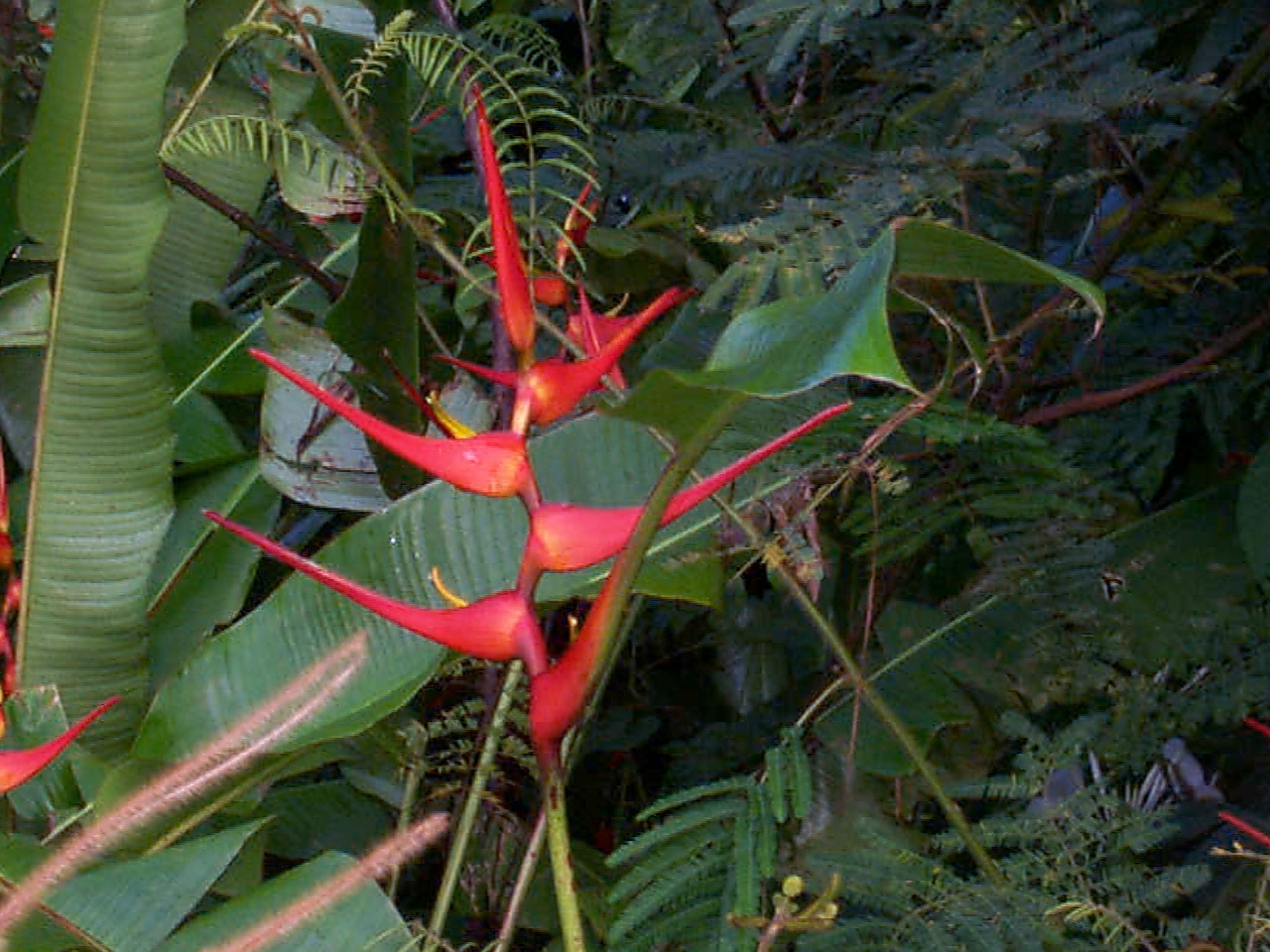
Heliconia sp. trong rừng nhiệt đới ở Sierra del Escambray, Cuba
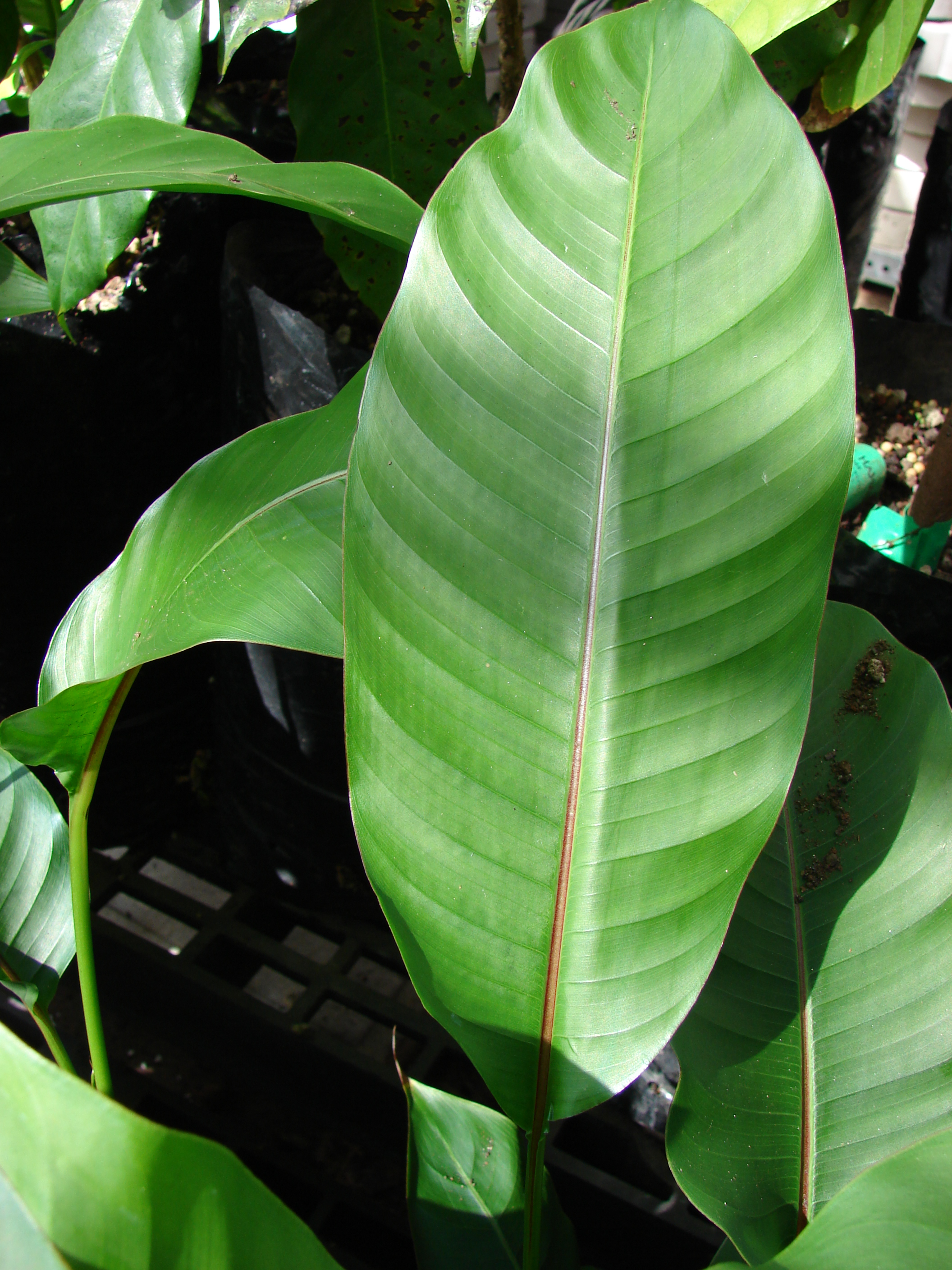
Heliconia stricta (Dwarf Jamaican leaf). Vị trí: Maui, Kula Ace Hardware và Nursery